# Spilocosmia octavia
Spilocosmia octavia är en tvåvingeart som först beskrevs av Munro 1935.  Spilocosmia octavia ingår i släktet Spilocosmia och familjen borrflugor. Inga underarter finns listade i Catalogue of Life.